# Dryopteris watanabei
Dryopteris watanabei är en träjonväxtart som beskrevs av Kurata. Dryopteris watanabei ingår i släktet Dryopteris och familjen Dryopteridaceae. Inga underarter finns listade.